# Jacques Pradel
Pour les articles homonymes, voir Jacques Pradel (homonymie) et Pradel.
 (juillet 2018).
Jacques Pradel est un journaliste d'investigation, écrivain, animateur de radio et de télévision français, né le 11 février 1947 à Paris.
Il découvre le monde de la radio en étant pigiste à Europe 1 pendant ses études. Il commence sur France Inter en 1976 avec une émission sur l'éducation avec Françoise Dolto. Il anime ensuite l'émission Adrénaline. Il devient animateur à la télévision en 1990, et il est notamment connu en présentant Perdu de vue et Témoin numéro 1, elle l’a fait aussi d'autres émissions. Il arrête en 1997 et retourne à la radio.
Il présente diverses émissions sur Europe 1 de 1997 à 2010, notamment la matinale d'Europe 1 en 2007-2008. Il anime aussi plusieurs émissions sur les faits divers tels Comprendre ou Café crimes. Il présente de 2010 à 2020 l'émission L'Heure du crime sur RTL. Il est remplacé en août 2020 par Jean-Alphonse Richard.
Jacques Pradel a publié plus d'une dizaine de livres en parallèle de son activité journalistique, dont le livre d’investigation Disparues de l'Yonne : la huitième victime sur l'affaire Émile Louis.

## Biographie

### Europe 1
En 1968, Jacques Pradel entre à l’Institut d’études politiques de Paris. Pour gagner son argent de poche, il devient pigiste à Europe 1 auprès de Michel Lancelot, l'animateur vedette de l'émission Campus, et se découvre une vocation pour la radio.

### France Inter
En 1976, il commence une série d'émissions sur France Inter, Lorsque l'enfant paraît, avec la psychanalyste et pédiatre Françoise Dolto, qui répond aux questions d'auditeurs sur le thème de l'éducation de leurs enfants. Plusieurs livres contenant des extraits de cette émission sont publiés. Cette émission reprendra bien des années plus tard avec Edwige Antier après la série Adrénaline.
Durant plusieurs années de 1983 à 1986, il anime Adrénaline (du lundi au vendredi de 20 h à 22 h) entouré d'une pléiade de reporters tels que Martine Mauléon, Philippe Risoli, John Paul Lepers ou encore Frédéric Hache. L'émission, qui a pour sous-titre Le Magazine de la France qui bouge, présente des reportages insolites sur la société française contemporaine.

### TF1
Dès 1990, il présente une série d'émissions de télévision sur TF1 qui connaissent un grand succès : Perdu de vue (1990-1997), avec Jean-Marie Perthuis, et Témoin numéro 1 (1993-1996), avec Patrick Meney. Ces émissions, diffusées en direct et qui rassemblent entre 7 et 10 millions des téléspectateurs, sont alors critiquées par certains pour leur côté racoleur, et vantées par d'autres pour leur « aide au public ». Certains leur reprochent de se substituer à la police et à la justice, bien que Témoin no 1 se fasse en liaison avec la justice, en lançant des appels à témoin à l'antenne.
Le journaliste est le fer de lance de la productrice de reality shows Pascale Breugnot, qui lui propose de présenter également, avec la psychologue Catherine Muller, un magazine de seconde partie de soirée, L'amour en danger (1991-1993), dont le but est d'évoquer les problèmes rencontrés par des couples qui acceptent d'en parler publiquement.
Jacques Pradel présente aussi sur TF1 un magazine sur les phénomènes surnaturels inexpliqués : L'Odyssée de l'étrange (1995-1996), dont un numéro est consacré à l'autopsie de Roswell en octobre 1995. Sa manière de présenter l'autopsie comme probablement authentique lui est vertement reprochée par les médias et la communauté scientifique,, lui reprochant également de favoriser la pseudoscience dans cette affaire complexe,,.
En 1997, Perdu de vue et Témoin numéro 1 s'arrêtent. Les concepts sont usés et TF1 se lance dans une « quête de sens ». Jacques Pradel quitte TF1.

### Retour sur Europe 1
En 1997, Jacques Pradel renoue alors avec Europe 1 pour animer à la radio Les jeux de l'info, où des auditeurs s'affrontent sur des questions d'actualité. Il présente en parallèle l'émission Ciné scopie, qui associe un thème médical à un film grand public.
En 2002, il anime l'émission quotidienne d'investigation Comprendre : « un magazine de la découverte et de la curiosité qui a pour objectifs d'expliquer, d'étonner, d'élargir le champ des connaissances » sur Europe 1 de 8 h 55 à 10 h 30, ouverte aux sujets les plus divers. Des interviews de spécialistes ou de passionnés, auteurs de livres qui peuvent évoquer des sujets aussi divers que le quotidien au Moyen Âge, l’état des connaissances sur le cerveau ou encore la vie de Boris Vian.
En 2002-2003, il coanime l'émission Femmes Enfants sur la chaîne Santé Vie.
En 2005, il fait publier un livre d'enquête journalistique et policière Disparues de l'Yonne : La huitième victime. Il revient sur une des plus graves affaires de tueur en série du XXe siècle déclenchée en 1995 par une lettre qu'il reçoit en tant qu'animateur de télévision de son émission Perdu de vue : l'affaire Émile Louis, tueur en série de sept jeunes filles handicapées de l'Yonne. C'est d'ailleurs en grande partie grâce à cette émission que l'affaire des disparues de l'Yonne a été rouverte et résolue[réf. nécessaire]. Il reçoit, cette même année, le prix Roland Dorgelès (catégorie radio) pour sa performance d'animateur de radio.
Il est passionné de plongée sous-marine et de pilotage d'avion de tourisme.
En 2006, il ajoute à son émission quotidienne le matin de 9 h à 11 h une émission hebdomadaire tous les dimanches de 15 h 30 à 17 h sur le thème des voyages.
Durant la saison 2007-2008, il anime la matinale d'Europe 1 de 7 heures à 11 heures, du lundi au vendredi.
Le 21 avril 2008, après deux semaines de vacances, il annonce aux auditeurs qu’il renonce à présenter la matinale de la station, en raison d'une charge de travail trop importante. L'intérim est assuré par Jean-Michel Dhuez.
Toujours sur Europe 1, à partir d'août 2008, il anime du lundi au vendredi entre 13 h 30 (14 h jusqu'en juillet 2009) et 15 h l'émission Café crimes. Cette émission analyse et raconte les grands faits divers judiciaires qu'a connus notre pays.
En outre, sur Vivolta, Jacques Pradel présente Les Dossiers Pradel en partenariat avec AETN tous les dimanches à 20 h 45. Une soirée BIO autour d'un documentaire sur une personnalité présentée comme « hors du commun », suivi d'un débat.
Le 2 juillet 2010, il quitte Europe 1.

### Les années RTL
À partir du 23 août 2010, il présente sur RTL l'émission L'Heure du crime. Dans la même veine que l'émission qu'il a présentée sur Europe 1, ce rendez-vous quotidien relate un fait divers ayant marqué les esprits. Diffusée du lundi au vendredi entre 14 et 15 heures de 2010 à 2017, elle prend, de 2017 à 2020, le créneau horaire du lundi au jeudi de 20 h à 21 h (avec rediffusion le vendredi).
L’animateur arrête son émission en juillet 2020 et quitte la station.
Jacques Pradel qui anime L’heure du crime depuis 2010 confie à Corse Matin : « Je n’avais pas prévu de quitter RTL mais il se trouve que l’actuelle équipe de direction n’a pas souhaité prolonger quoi que ce soit avec moi à partir de la rentrée prochaine. »
De son côté, RTL a indiqué le 22 mai que des discussions sont en cours pour une émission à l’antenne, mais pas en quotidien, ou dans l’offre numérique pour Jacques Pradel.
Mais à la rentrée 2020, la grille des programmes de RTL ne propose aucune émission animée par Jacques Pradel.

### Auteur
Auteur de quatre livres de True crime à compter de 2010, aux éditions Télémaque, Jacques Pradel a écrit une dizaine de livres à ce jour, en parallèle de son activité journalistique.

## Résumé de carrière

### Publications
- 1983 : Haïti, la république des morts vivants, avec Jean-Yves Casgha, éditions du Rocher
- 1992 : Perdu de vue, 1, avec J-M Perthuis, éditions Jean-Claude Lattès
- 1997 : Y a pas de Justice !, avec Patrick Meney, éditions Ramsay
- 2005 : Disparues de l'Yonne - la 8e victime, éditions Michel Lafon (Résumé)
- 2006 : Mes chemins secrets : y a-t-il des arbres à pain aux îles Sandwich ?, éditions du Rocher
- 2008 : Saint-Exupéry, l'ultime secret, avec Luc Vanrell, éditions du Rocher; édition de poche : 2024, Litos.
- 2010 : La Vraie Police scientifique en France, éditions Télémaque
- 2010 : Côté crimes : 36 affaires qui ont passionné la France, éditions Télémaque
- 2010 : Côté crimes - tome 2, éditions Télémaque
- 2012 : Police scientifique : la révolution, éditions Télémaque
- 2014 : Les Génies du mal, éditions Télémaque
- 2016 : Vous avez dit étrange ?, éditions Télémaque
- 2019 : Grain de sable, éditions Michel Lafon
- 2022 : Mes archives criminelles, éditions du Rocher
- 2024 : Police technique et scientifique, avec le général François Daoust, éditions du Rocher
- 2024 : Les Grandes Affaires criminelles pour les nuls, format Kindle et poche
- 2025 : L'univers du crime, format Kindle et poche, éditions du Rocher

### Livre audio
- Le Mythe de Sisyphe, Frémeaux & Associés, 2001, selon l'œuvre d'Albert Camus

### Podcast
- Depuis 2020 : Chroniques criminelles, TFX, narrateur

### Radio
- 1994-1997 et 2014 : sociétaire des Grosses Têtes à l'époque de Philippe Bouvard

### Télévision
- 1985-1986 : Aujourd'hui la vie (Antenne 2)
- 1987 : Ligne directe (Antenne 2)
- 1990-1991 : La Vie de famille (TF1)
- 1990-1997 : Perdu de vue (TF1)
- 1991 : Le cadeau de Noël
- 1991-1993 : L'Amour en danger (TF1)
- 1993-1996 : Témoin numéro 1 (TF1)
- 1995-1996 : L'Odyssée de l'étrange (TF1)
- 2002-2003 : Femmes Enfants (Santé Vie)
- 2007-2009 : Les Dossiers Pradel (Vivolta)
- Depuis 2013 : Chroniques criminelles (TFX), narrateur
- Depuis 2017 : Reportages faits divers (TF1) (voix off)

## Récompenses
- Prix Roland-Dorgelès (catégorie radio) pour sa performance d'animateur de radio en 2005.

### Source à exploiter
- Olivier Malcurat, « Le MAG 121 - RTL : dix ans d'affaires criminelles, avec Jacques Pradel », sur www.lalettre.pro, 16 avril 2020 (consulté le 17 avril 2020)
- Pierre Lagrange, "La rumeur de Roswell", 1996.